# Jacek Jerz
Antoni Jacek Jerz (ur. 11 października 1944 w Radomiu, zm. 31 stycznia 1983 tamże) – działacz opozycyjny i niepodległościowy, współzałożyciel i wiceprzewodniczący MKZ NSZZ „Solidarność” Ziemia Radomska, twórca i przywódca radomskiej Konfederacji Polski Niepodległej oraz członek władz krajowych KPN, założyciel i członek władz ogólnopolskich (tzw. „Siódemki”) Komitetu Obrony Więzionych za Przekonania, delegat na I Zjazd Krajowy NSZZ „Solidarność”, internowany i szykanowany w stanie wojennym, zmarł w niewyjaśnionych okolicznościach, wg IPN najprawdopodobniej w wyniku otrucia przez Służbę Bezpieczeństwa. Ofiara stanu wojennego. Odznaczony pośmiertnie przez Prezydenta RP Krzyżem Oficerskim Orderu Odrodzenia Polski oraz Krzyżem Wolności i Solidarności. Patron ronda wchodzącego w skład wewnętrznej południowej obwodnicy Radomia, której odcinkom patronują zasłużeni działacze opozycji antykomunistycznej.

## Życiorys

### Wykształcenie i praca zawodowa
Był technikiem elektronikiem, absolwentem Policealnego Studium Zawodowego (specjalność elektronika i miernictwo elektroniczne i elektryczne), a następnie podyplomowych specjalistycznych kursów ELWRO Wrocław w zakresie wdrażania i serwisowania jednostek centralnych Odra i pamięci taśmowych. Pracował m.in. w Ośrodku Elektronicznym radomskiego oddziału Głównego Urzędu Statystycznego, a następnie na stanowisku kierownika sekcji technicznej maszyn liczących „Odra” Ośrodka Obliczeniowego Zakładów Elektronicznej Techniki Obliczeniowej (ZETO) przy Wyższej Szkole Inżynierskiej w Radomiu.

### Działalność opozycyjna w PRL
W sierpniu 1980 był twórcą i przewodniczącym komitetu strajkowego i komisji zakładowej w ZETO Radom, a w październiku 1980 założycielem radomskiej „Solidarności”. Był członkiem ścisłego Prezydium Zarządu Regionu i wiceprzewodniczącym MKZ NSZZ „Solidarność” Ziemia Radomska. W 1980 był twórcą radomskich struktur Konfederacji Polski Niepodległej oraz Komitetu Obrony Więzionych za Przekonania (KOWzP), przywódcą radomskiej KPN oraz działaczem jej władz ogólnopolskich, członkiem władz krajowych KOWzP (tzw. „Siódemki”), który uchwałą jego współautorstwa został uznany przez I Krajowy Zjazd NSZZ „Solidarność” za oficjalną agendę „Solidarności” do spraw Praworządności. W listopadzie 1981 utworzył Młodzieżowy Ruch Niepodległościowy (MRN) – organizację patriotyczną dla młodzieży szkolnej pod patronatem KPN, w stanie wojennym prowadzącą druk i kolportaż ulotek oraz literatury na terenie Radomia. Był jednym z inicjatorów utworzenia na Ziemi Radomskiej NSZZ „Solidarność” Rolników Indywidualnych.
Był delegatem na I Krajowy Zjazd Delegatów NSZZ „Solidarność” w Gdańsku Oliwie, gdzie w imieniu władz KPN przedstawił Plan Stabilizacji Gospodarczej – pierwszy w PRL wolnorynkowy program gospodarczy i plan szybkiego wyjścia z kryzysu zgłoszony do Komisji Programowej Zjazdu celem opracowania – wspólnie z tzw. „programem alternatywnym” prof. Stefana Kurowskiego – programu gospodarczego NSZZ „Solidarność”. Współautor podjętej przez Zjazd uchwały uznającej Komitety Obrony Więzionych za Przekonania za agendę NSZZ „Solidarność” do spraw Praworządności, współtwórca uchwały Zjazdu „wyrażającej podziękowanie KSS KOR za dotychczasową działalność”, w wyniku której nastąpiło samorozwiązanie i zakończenie działalności KSS KOR. Był aktywnym uczestnikiem prac nad uchwałami Zjazdu dotyczącymi praworządności i więźniów politycznych. Kandydował do Komisji Krajowej NSZZ „Solidarność”, a od października 1981 uczestniczył w jej pracach jako przedstawiciel władz KOWzP. Był jednym z inicjatorów zamkniętego posiedzenia Prezydium Komisji Krajowej w hali „Radoskóru” w Radomiu 3 grudnia 1981 (z którego wykradziono i opublikowano nagrania, które posłużyły jako jeden z pretekstów do wprowadzenia stanu wojennego). Uczestniczył w ostatnich obradach Komisji Krajowej w Gdańsku (przerwanych wprowadzeniem stanu wojennego), w trakcie których Komitety Obrony Więzionych za Przekonania miały zostać przekształcone w jednolity Komitet Obrony Praworządności działający przy NSZZ „Solidarność”.
Był inicjatorem najważniejszych działań opozycyjnych i niepodległościowych na Ziemi Radomskiej, w tym m.in. strajku okupacyjnego i przejęcia budynków WRZZ (reżimowych związków zawodowych) na siedzibę NSZZ Solidarność, strajku studentów i kadry naukowej w radomskiej Wyższej Szkole Inżynierskiej, Ogólnopolskiego Zjazdu Komitetów Obrony Więzionych za Przekonania w Radomiu w dniach 21–22 listopada 1981 (na którym Radom wyznaczono na centralną siedzibę Komitetu, Jerz został wybrany do jego władz krajowych, a strukturę przekształcono w jednolity Komitet Obrony Praworządności) czy przygotowań do ogólnopolskiego strajku generalnego NSZZ „Solidarność” (był wiceprzewodniczącym utworzonego w tym celu Międzyzakładowego Komitetu Strajkowego). Inicjator i współautor tzw. „postulatów radomskich”, w tym m.in. usunięcia ze stanowisk obarczanych winą za organizację w trakcie radomskich wydarzeń Czerwca'76 „ścieżek zdrowia” I Sekretarza KW PZPR Prokopiaka, Komendanta Wojewódzkiego MO Mozgawy oraz Wojewody Radomskiego Maćkowskiego (wszystkie te osoby, a także Prezydent Radomia Barszczyński, zostały usunięte ze stanowisk w dniu 16 marca 1981), przekazania nowo budowanego kompleksu budynków KW MO na potrzeby zrujnowanej radomskiej służby zdrowia, rehabilitacji ofiar radomskiego protestu robotniczego oraz budowy pomnika Czerwca'76. W imieniu radomskiej „Solidarności”, w celu uzyskania informacji na temat winnych represji po wydarzeniach radomskiego Czerwca '76, uczestniczył w poufnych rozmowach z odsuniętym już wówczas od władzy Edwardem Gierkiem, a następnie w negocjacjach z wicepremierem Mieczysławem Rakowskim, które doprowadziły do wielomiesięcznych (IV–XI 1981) rozmów radomskiej „Solidarności” z Komisją Rządową, odgrywając w nich kluczową rolę.
Przygotowywał (ostatecznie niezrealizowany ze względu na wprowadzenie stanu wojennego) ogólnopolski „Marsz Gwiaździsty” KPN i KOWzP w sprawie uwolnienia więźniów politycznych, wmurowanie kamienia węgielnego pod pomnik i uroczyste obchody 5. rocznicy Czerwca'76 z udziałem L. Wałęsy i A. Walentynowicz, współorganizował największe w regionie manifestacje, w tym m.in. demonstrację przed radomskim mauzoleum Dionizego Czachowskiego w 10. rocznicę masakry robotników na wybrzeżu w grudniu 1970 oraz obchody Święta Niepodległości 11 listopada 1981, w trakcie których na Rynku Starego Miasta w Radomiu ustawiona została makieta zburzonego Pomnika Czynu Legionów, przed którą wobec kilku tysięcy zgromadzonych wygłosił patriotyczne przemówienie obecnie uznawane za jedno z najodważniejszych publicznych wystąpień czasów pierwszej „Solidarności” Był inicjatorem i jednym z redaktorów czasopisma radomskiej KPN i Komitetu Obrony Więzionych za Przekonania pt. „Rota”.
W trakcie internowania był współinicjatorem licznych protestów i głodówek, pomysłodawcą i współautorem gazety internowanych „Krata” (pismo tworzone było ręcznie, a każda osoba, która je otrzymała, przepisywała i przekazywała dalej kolejną kopię). 14 sierpnia 1982 w ośrodku internowanych w Kwidzynie był w grupie najaktywniejszych uczestników krwawo spacyfikowanego przez ZOMO i „atandę” protestu internowanych – w trakcie pacyfikacji był wśród najciężej pobitych i przeszedł „ścieżki zdrowia”.
Po zwolnieniu z internowania, wraz z uwolnionym w tym samym czasie przewodniczącym radomskiej „Solidarności” Andrzejem Sobierajem, podjęli pierwsze próby reaktywacji struktur w regionie, odbywając pierwsze spotkania oraz kolportując kilka nakładów ulotek. Po upływie zaledwie kilku tygodni działania te przerwała jego nagła śmierć.

### Inicjatywy społeczne i patriotyczne
Zainicjował szereg działań o charakterze społecznym i patriotycznym. 1 listopada 1981 w głównej alei radomskiego cmentarza rzymskokatolickiego ustawił krzyż brzozowy w hołdzie ofiarom Katynia (krzyż ten jako jedyny w kraju przetrwał do końca PRL, wytyczając miejsce w którym w 1989 stanął obecny Pomnik Ofiar Katynia). Od października 1981 prowadził działania zmierzające do odbudowy radomskiego Grobu Nieznanego Żołnierza oraz poszukiwania jego oryginalnej płyty ukrytej w czasie wojny, w trakcie radomskich obchodów 63. rocznicy Odzyskania Niepodległości współinicjował powstanie Społecznego Komitetu Odbudowy Pomnika Legionisty, był inicjatorem utworzenia w Radomiu Klubu Inteligencji Katolickiej jako alternatywy dla zinfiltrowanego wówczas przez władze Stowarzyszenia „PAX”, a z ramienia radomskiej KPN oraz MKR NSZZ „Solidarność” od października 1981 prowadził pierwsze niezależne próby ustalenia okoliczności śmierci ks. Romana Kotlarza (śmiertelnej ofiary wydarzeń radomskiego Czerwca'76).

## Represje i śmierć

### Represje
W listopadzie 1980 został wytypowany do aresztowania przez Służbę Bezpieczeństwa, a od połowy listopada 1980 rozpracowywany także przez Stasi oraz HA II (HauptAbteilung II – służbę kontrwywiadu Ministerstwa Bezpieczeństwa NRD) w ramach „Arbeitsgruppe Reaktion” – Grupy Roboczej „Reakcja”. Od momentu podjęcia kierowniczej roli w KPN i KOWzP, działania operacyjne przeciwko niemu objęto nadzorem na szczeblu kierownictwa MSW oraz osobiście przez ministrów Kiszczaka i Ciastonia. Po zorganizowaniu w Radomiu Ogólnopolskiego Zjazdu KOWzP, wiceminister MSW gen. bryg. Władysław Ciastoń osobistym szyfrogramem polecił wdrożenie przeciwko Jackowi Jerzowi działań operacyjnych oraz przedstawienie mu zarzutów prokuratorskich, w wyniku czego Prokuratura Wojewódzka w Radomiu wszczęła przeciw niemu dwa postępowania karne, w których przedstawiono zarzuty kierowania nielegalnymi organizacjami KPN i KOWzP, lżenia i wyszydzania naczelnych organów PRL oraz rozpowszechniania fałszywych informacji na szkodę PRL. Oba postępowania połączono następnie w jedno śledztwo, które przekazano do prowadzenia Prokuraturze Wojskowej Okręgu Warszawskiego jako „wyczerpujące znamiona zbrodni przewidzianych w art. 123 i 128 § 1 kk”, tj. „próby obalenia przemocą ustroju PRL”, zagrożonej karą „pozbawienia wolności na czas nie krótszy od lat 5 albo karą śmierci” (art. 123 kodeksu karnego z 1969 r.). Postępowanie to, włączone przez Prokuraturę Wojskową do śledztwa przeciwko kierownictwu KPN, umorzono dopiero w dniu jego śmierci.

### Internowanie
Z chwilą wprowadzenia stanu wojennego został aresztowany w nocy 12/13 grudnia 1981 jako pierwszy w Radomiu, dotkliwie pobity i wywieziony do lasu pod Radomiem gdzie w środku nocy usiłowano wyrzucić go z samochodu na leśną polanę, być może w celu upozorowania próby ucieczki. Był jednym z najdłużej internowanych w kraju – ponad 12 miesięcy – w sześciu miejscach odosobnienia: Kielce-Piaski, Radom, ponownie Kielce, Bydgoszcz (szpital więzienny, dokąd został przewieziony w tajemnicy pod nadzorem MSW, a po zabiegu operacyjnym przetrzymywany ponad miesiąc w nieznanym miejscu w izolacji, gdzie wg zachowanych poszlak mogły pod pozorem leczenia być podawane nieznane środki farmakologiczne), Gębarzewo oraz Kwidzyn, gdzie 14 sierpnia 1982, jako jeden z najaktywniejszych uczestników protestu internowanych krwawo spacyfikowanego przez ZOMO, został skatowany i przeszedł „ścieżki zdrowia”. W trakcie internowania, wbrew przepisom stanu wojennego, usunięty z pracy. Po wielomiesięcznych odwołaniach, w grudniu 1982 został przywrócony do pracy na jeden dzień, a nazajutrz po wyroku sądu pracy ponownie zwolniony pod pozorem likwidacji zakładu. Po zwolnieniu z internowania bezskutecznie poszukiwał nowej pracy – w aktach SB zachował się plan operacyjny zlecający uniemożliwienie mu podjęcia jakiegokolwiek zatrudnienia na terenie Radomia. Zwolniony z internowania 19 grudnia 1982, po 372 dniach odosobnienia, w ostatniej grupie internowanych, zmarł nagle zaledwie kilka tygodni później.
W trakcie internowania represje skierowano również przeciw najbliższej rodzinie, m.in. w połowie listopada 1982 żona i 9-letni syn Jacka Jerza (a w tym samym dniu także żona drugiego z przywódców radomskiej „Solidarności” Andrzeja Sobieraja) ulegli ciężkim wypadkom samochodowym, których okoliczności wskazują na możliwość spowodowania przez SB.

### Okoliczności śmierci
Zwolniony z internowania z jednoczesnym pisemnym rozkazem przeprowadzenia przeciwko niemu przez Wydział III SB „przedsięwzięcia specjalnego”, zmarł nagle kilka tygodni później, 31 stycznia 1983 roku, w wieku 38 lat. Według zeznań działacza radomskiej „Solidarności” i KSS KOR, zaledwie godzinę przed nagłą śmiercią Jerz spotkał tego samego tajnego współpracownika Wydziału III SB (działającego w Zarządzie Regionu radomskiej „Solidarności”), który wcześniej występował w kombinacji operacyjnej próby podania Annie Walentynowicz rozpuszczonego w herbacie środka farmakologicznego. Jak zeznał świadek, w trakcie tego spotkania Jacek Jerz również został poczęstowany herbatą, po czym zdążył już tylko dotrzeć do domu, gdzie nastąpił jego nagły zgon.
Działania władz prowadzone po śmierci obarczone były licznymi nieprawidłowościami: sekcję zwłok opóźniono o dwie doby i przeprowadzono przez wytypowany przez władze skład, z którego wykluczono niezależnych lekarzy, zaniechano wykonania badań toksykologiczno-chemicznych, a rutynowo pobrane próbki przekazano do badań w Instytucie Ekspertyz Sądowych im. Jana Sehna w Krakowie z takim opóźnieniem (24 dni po śmierci), że po ich otrzymaniu stwierdzono „stadium posuniętego rozkładu gnilnego” próbek. Jedynym dowodem określającym przyczynę śmierci stał się zapis w protokole sekcji zwłok sporządzony przez wyselekcjonowany przez władze zespół, gdzie orzeczono „atak serca w wyniku krańcowych zmian miażdżycowych”.
Radomska SB przeprowadziła akcję dezinfomacyjną na temat przyczyn śmierci wśród mieszkańców regionu, a dwa dni po śmierci grób Jacka Jerza został sprofanowany przez funkcjonariuszy SB, którzy porozbijali znicze, połamali wiązanki, pozrywali szarfy kondolencyjne z wieńców i wdeptali je w ziemię, z czego sporządzili notatkę służbową. Jeden z funkcjonariuszy po 1989 roku kontynuował służbę w policji, awansował i przez lata pełnił w niej prestiżową funkcję.
W publikacji „Ofiary stanu wojennego” oraz w publicznych wypowiedziach władze Instytutu Pamięci Narodowej stwierdziły, że wg aktualnych ustaleń Jacek Jerz najprawdopodobniej padł ofiarą otrucia przez SB, w sposób analogiczny do wcześniejszej próby podjętej w Radomiu wobec Anny Walentynowicz. Prezes IPN dr Łukasz Kamiński w swoim artykule „Milczący świadkowie – Wprowadzenie” śmierć Jacka Jerza zaliczył do mordów skrytobójczych SB, wiceprezes IPN Agnieszka Rudzińska stwierdziła, że prawdopodobnym powodem śmierci było otrucie przez SB, zaś Szef UdSKiOR wydał decyzję administracyjną uznającą Jacka Jerza za śmiertelną ofiarę aparatu bezpieczeństwa PRL. Szczegółowy opis bieżących ustaleń na temat okoliczności śmierci Jacka Jerza, udokumentowany materiałami źródłowymi z zasobów archiwalnych IPN, dostępny jest w poświęconym Jackowi Jerzowi portalu informacyjnym.
W sierpniu 2022 IPN podjął na nowo postępowanie karne w sprawie śmierci Jacka Jerza. Rzecznik prasowy Głównej Komisji Ścigania Zbrodni przeciwko Narodowi Polskiemu prok. Robert Janicki poinformował, że zaszła konieczność zbadania istotnych danych, odnoszących się do okoliczności bezpośrednio poprzedzających zgon. Informacje przekazane przez świadków wskazywały, że funkcjonariusze SB podjęli działania operacyjne wobec Jacka Jerza, które polegały na spowodowaniu podania mu nieustalonych środków farmakologicznych, co doprowadziło do jego śmierci. W toku śledztwa dotychczas przeprowadzono ekshumację zwłok oraz powołano biegłych z zakresu medycyny sądowej, antropologii i toksykologii Instytutu Ekspertyz Sądowych w Krakowie w celu przeprowadzenia badań pod kątem obecności toksycznych substancji zewnątrzpochodnych mogących wywołać zgon pokrzywdzonego. Badania biegłych nadal są w trakcie. Prokuratorzy IPN przeprowadzili również kwerendy w zasobach archiwalnych w Polsce oraz w archiwach STASI. W śledztwie przeprowadzane są także dowody z zeznań świadków, w tym z wykorzystaniem środka w postaci Europejskiego Nakazu Dochodzeniowego.

## Upamiętnienia i odznaczenia

### Uroczysty pogrzeb
Mimo zakazu druku nekrologów i masowego zrywania i niszczenia przez SB klepsydr wykonanych ręcznie oraz licznych działań mających nie dopuścić do masowego zgromadzenia, pogrzeb Jacka Jerza stał się wielotysięczną manifestacją (wg szacunków SB w pogrzebie wzięło udział 6–11 tys. osób) – jednym z największych tego typu zgromadzeń w historii miasta i jedną z największych demonstracji w okresie stanu wojennego. W czasie pogrzebu SB próbowała wywoływać prowokacje i burdy, a dwa dni po pogrzebie funkcjonariusze SB sprofanowali grób niszcząc i wdeptując w ziemię znicze, wiązanki i szarfy kondolencyjne.

### Upamiętnienia i patronaty
W 1983 na cześć Jacka Jerza jego imię nadano podziemnej drukarni konspiracyjnych struktur „Solidarności” – Drukarnia Polowa im. Jacka Jerza funkcjonowała do 1989 r. zaopatrując w ulotki i literaturę cały region radomski. Wydawała również pismo „Barykada” (w ciągu 6 lat ukazało się kilkadziesiąt obszernych numerów).
Reaktywowana w drugiej połowie lat 80. XX wieku radomska Konfederacja Polski Niepodległej utworzyła Radomską Oficynę Wydawniczą (ROW) im. Jacka Jerza, która funkcjonowała do połowy lat 90. i wydawała kilkanaście tytułów pism o tematyce patriotycznej i niepodległościowej.
Wybrana w 1990 w pierwszych demokratycznych wyborach Rada Miejska nadała jednej z radomskich ulic imię Jacka Jerza. W 2001 zdominowana przez SLD Rada Miejska (z inicjatywy radnego B. Barszczyńskiego, który w 1981 na skutek działań J. Jerza stracił stanowisko Prezydenta Radomia) zmieniła nazwę ulicy na Gwardii Ludowej, co nastąpiło z rażącym naruszeniem regulaminu Rady Miejskiej (m.in. we wniosku nie zawarto wymaganego przepisami uzasadnienia oraz odmówiono przedstawienia Radzie rzekomo zebranych pod wnioskiem podpisów) i odbiło się szerokim echem w Polsce, także z mównicy sejmowej (był to pierwszy w kraju przypadek usunięcia nazwy ulicy śmiertelnej ofiary komunizmu i zastąpienia jej przez nazwę organizacji komunistycznej). W atmosferze skandalu SLD ostatecznie odstąpił od nazwy Gwardii Ludowej, jednak nie dopuszczono do przywrócenia patronatu Jacka Jerza, którego zobowiązano się uhonorować wmurowaniem tablicy pamiątkowej, czego do dziś nie uczyniono. W trakcie uroczystych obchodów 42. rocznicy radomskiego Czerwca'76 na temat okoliczności usunięcia nazwy ulicy wypowiedział się Prezes IPN dr Jarosław Szarek.
W Golgocie Wschodu znajdującej się w Sanktuarium Matki Bożej Bolesnej Królowej Polski w Kałkowie-Godowie, w Grocie Księdza Romana Kotlarza oraz przylegającym do niej pomieszczeniu poświęconemu wydarzeniom Czerwca '76 znajdują się tablice w hołdzie ofiarom komunizmu i twórcom etosu Solidarności, w tym Jackowi Jerzowi.
Postać Jacka Jerza upamiętnia plenerowa, objazdowa wystawa Instytutu Pamięci Narodowej „Ofiary stanu wojennego”, zainaugurowana w 25. rocznicę wprowadzenia stanu wojennego 13 grudnia 2006 na Placu Zamkowym w Warszawie i od lat prezentowana w kolejnych dużych miastach Polski.
W listopadzie 2007 Telewizja Polska na kanale TVP Info wyemitowała film dokumentalny z cyklu Nieznani sprawcy. Zadanie specjalne – wyrok w reżyserii Jerzego Morawskiego przedstawiający sylwetkę Jacka Jerza i niewyjaśnione okoliczności jego śmierci.
13 grudnia 2008, w 27. rocznicę wprowadzenia stanu wojennego, pierwszy przewodniczący radomskiej „Solidarności” Andrzej Sobieraj wydał nakładem Stowarzyszenia Osób Internowanych i Represjonowanych w Stanie Wojennym obszerną książkę „Radomska droga do wolności 1980–1984” opisującą w szczegółach jego i Jacka Jerza działalność związkową i niepodległościową na szczeblu regionalnym i krajowym, zawierającą szeroki wybór dokumentów archiwalnych i fotografii oraz odtajniającą długą listę radomskich tajnych współpracowników oraz funkcjonariuszy SB. W kolejnych latach wydanych zostało (głównie nakładem Instytutu Pamięci Narodowej) kilkanaście innych obszernych pozycji książkowych dokumentujących działalność Jacka Jerza.
W 2016 w trakcie obchodów 40. rocznicy radomskiego protestu robotniczego w Czerwcu'76 w obecności najwyższych władz państwowych zapoczątkowano, odtąd corocznie powtarzany, uroczysty Apel Pamięci zwieńczany Salwą Honorową Kompanii Reprezentacyjnej Wojska Polskiego, w trakcie którego odczytywane jest nazwisko Jacka Jerza jako „zamordowanego przez komunistycznych oprawców w stanie wojennym, jednego z założycieli radomskiej Solidarności, bestialsko pobitego w ośrodku internowania”.
W październiku 2020 Rada Miejska w Radomiu jednogłośnie nadała imię Jacka Jerza jednemu z rond w południowej części miasta, wchodzącemu w skład wewnętrznej południowej obwodnicy Radomia, w przebiegu ul. Anny Walentynowicz. Przy wyborze lokalizacji wnioskodawcy uwzględnili znaczenie symboliczne, gdyż wg ustaleń IPN zarówno wobec Anny Walentynowicz jak i Jacka Jerza radomska SB podjęła analogiczne próby otrucia.

### Ordery i odznaczenia
11 listopada 1994 decyzją Kongresu KPN Jacek Jerz został pośmiertnie odznaczony Złotą Odznaką Za Zasługi Konfederacji Polski Niepodległej.
12 grudnia 2006, w 25. rocznicę wprowadzenia stanu wojennego, prezydent RP Lech Kaczyński odznaczył pośmiertnie Jacka Jerza Krzyżem Oficerskim Orderu Odrodzenia Polski.
15 czerwca 2016, w 40. rocznicę radomskich wydarzeń Czerwca'76, prezydent RP Andrzej Duda nadał Jackowi Jerzowi pośmiertnie Krzyż Wolności i Solidarności.
W 2016 Szef Urzędu do Spraw Kombatantów i Osób Represjonowanych odznaczył pośmiertnie Jacka Jerza odznaką honorową „Działacza opozycji antykomunistycznej lub osoby represjonowanej z powodów politycznych”.